# Peter Bryan Wells
Peter Bryan Wells (Tulsa, 12 maggio 1963) è un arcivescovo cattolico e diplomatico statunitense, dall'8 febbraio 2023 nunzio apostolico in Thailandia e Cambogia e delegato apostolico in Laos.

## Biografia
Nasce a Tulsa, sede vescovile in Oklahoma, il 12 maggio 1963.

### Formazione e ministero sacerdotale
Il 12 luglio 1991 è ordinato presbitero per la diocesi di Tulsa.
Completa i suoi studi in filosofia presso San Meinrado Seminary College in Indiana e quelli in teologia come studente del Pontificio collegio americano del Nord a Roma. Nel 1990 consegue il baccalaureato in teologia alla Pontificia Università Gregoriana, ottenendo successivamente la licenza in teologia presso il Pontificio istituto Giovanni Paolo II nel 1992. Consegue la licenza e un dottorato in diritto canonico dalla Pontificia Università Gregoriana nel 1998 e 1999. Allo stesso tempo frequenta la Pontificia accademia ecclesiastica.
In seguito ricopre i seguenti incarichi: vicario parrocchiale presso la cattedrale della Sacra Famiglia di Tulsa, segretario particolare del vescovo e vicario per l'educazione religiosa della diocesi.
Entrato nel servizio diplomatico della Santa Sede il 1º luglio 1999, lavora nella nunziatura apostolica in Nigeria e, dal 2002, presso la Sezione per gli affari generali della Segreteria di Stato.
Il 16 luglio 2009 papa Benedetto XVI lo nomina assessore per gli affari generali della Segreteria di Stato; succede a Gabriele Giordano Caccia, nominato nunzio apostolico in Libano. Parlando del suo incarico, dice che il ruolo della diplomazia vaticana è quello di permettere al papa e ai suoi rappresentanti di avere la "possibilità di agire liberamente nel mondo" senza essere "impediti nel proprio ministero" specialmente coi più marginati. Il 31 agosto 2013 papa Francesco lo conferma nel suo incarico.
Il 24 giugno 2013 è nominato da papa Francesco segretario della Pontificia commissione referente sull'Istituto per le opere di religione (IOR).

### Ministero episcopale
Il 9 febbraio 2016 papa Francesco lo nomina arcivescovo titolare di Marcianopoli e nunzio apostolico in Sudafrica e Botswana, e il successivo 13 febbraio anche nunzio apostolico in Lesotho e Namibia; succede a Mario Roberto Cassari, precedentemente nominato nunzio apostolico a Malta. Il 19 marzo riceve l'ordinazione episcopale, nella basilica di San Pietro in Vaticano, con il vescovo Miguel Ángel Ayuso Guixot, per imposizione delle mani dello stesso pontefice, co-consacranti l'arcivescovo Giovanni Angelo Becciu, sostituto per gli affari generali della Segreteria di Stato e il cardinale Fernando Filoni, prefetto della Congregazione per l'evangelizzazione dei popoli.
Il 13 giugno 2016 papa Francesco lo nomina anche nunzio apostolico in Swaziland, stato che nel 2018 prende il nome di eSwatini.
Nella sua missione nel continente africano il prelato si è impegnato sia nel proporre ai vescovi locali uno sforzo straordinario di evangelizzazione e di servizio, che possa raggiungere tutti gli uomini, sia nel dialogo interreligioso, con appelli a non servirsi dell'identità religiosa di ciascuno come di uno strumento politico. Ha fatto appello perché le comunità di fede divengano un baluardo contro la violenza di genere e, parlando della situazione delle diocesi, ha ammesso che si facesse troppo poco nella prevenzione degli abusi, soprattutto nelle zone rurali e nelle piccole diocesi, che hanno mezzi economici limitati e sono prive di personale formato. È intervenuto anche per affermare la parità di genere, lodando il fatto che la Conferenza episcopale sudafricana sia una delle poche Conferenze episcopali ad avere avuto una donna come segretario generale. In due differenti interventi ha esposto dei principi per il processo sinodale, in vista del sinodo sulla sinodalità del 2023, dicendo che il sinodo non deve trasformarsi in un parlamento, ma deve essere un luogo di ascolto, in cui anche i laici e i religiosi devono essere coinvolti.
Nel maggio del 2022, in rappresentanza della Santa Sede, ha partecipato alla quinta conferenza mondiale per l'eliminazione del lavoro infantile.
L'8 febbraio 2023 è nominato nunzio apostolico in Thailandia e Cambogia e delegato apostolico in Laos.
Oltre all'inglese parla italiano, francese, tedesco e spagnolo.

## Genealogia episcopale
La genealogia episcopale è:
- Cardinale Scipione Rebiba
- Cardinale Giulio Antonio Santori
- Cardinale Girolamo Bernerio, O.P.
- Arcivescovo Galeazzo Sanvitale
- Cardinale Ludovico Ludovisi
- Cardinale Luigi Caetani
- Cardinale Ulderico Carpegna
- Cardinale Paluzzo Paluzzi Altieri degli Albertoni
- Papa Benedetto XIII
- Papa Benedetto XIV
- Papa Clemente XIII
- Cardinale Bernardino Giraud
- Cardinale Alessandro Mattei
- Cardinale Pietro Francesco Galleffi
- Cardinale Giacomo Filippo Fransoni
- Cardinale Carlo Sacconi
- Cardinale Edward Henry Howard
- Cardinale Mariano Rampolla del Tindaro
- Cardinale Antonio Vico
- Arcivescovo Filippo Cortesi
- Arcivescovo Zenobio Lorenzo Guilland
- Vescovo Anunciado Serafini
- Cardinale Antonio Quarracino
- Papa Francesco
- Arcivescovo Peter Bryan Wells